# Kediri
Kediri – miasto w Indonezji na Jawie, w prowincji Jawa Wschodnia nad rzeką Brantas; powierzchnia 63,4 km²; 235 tys. mieszkańców (2005).
Ośrodek regionu rolniczego, uprawa manioku, ryżu, kawy, tytoniu; przemysł spożywczy (gł. cukrowniczy i tytoniowy), włókienniczy, drzewny i metaliczny. 
W latach 1025–1241 stolica hinduistycznego królestwa Kediri.